# トルファン・カレーズ楽園

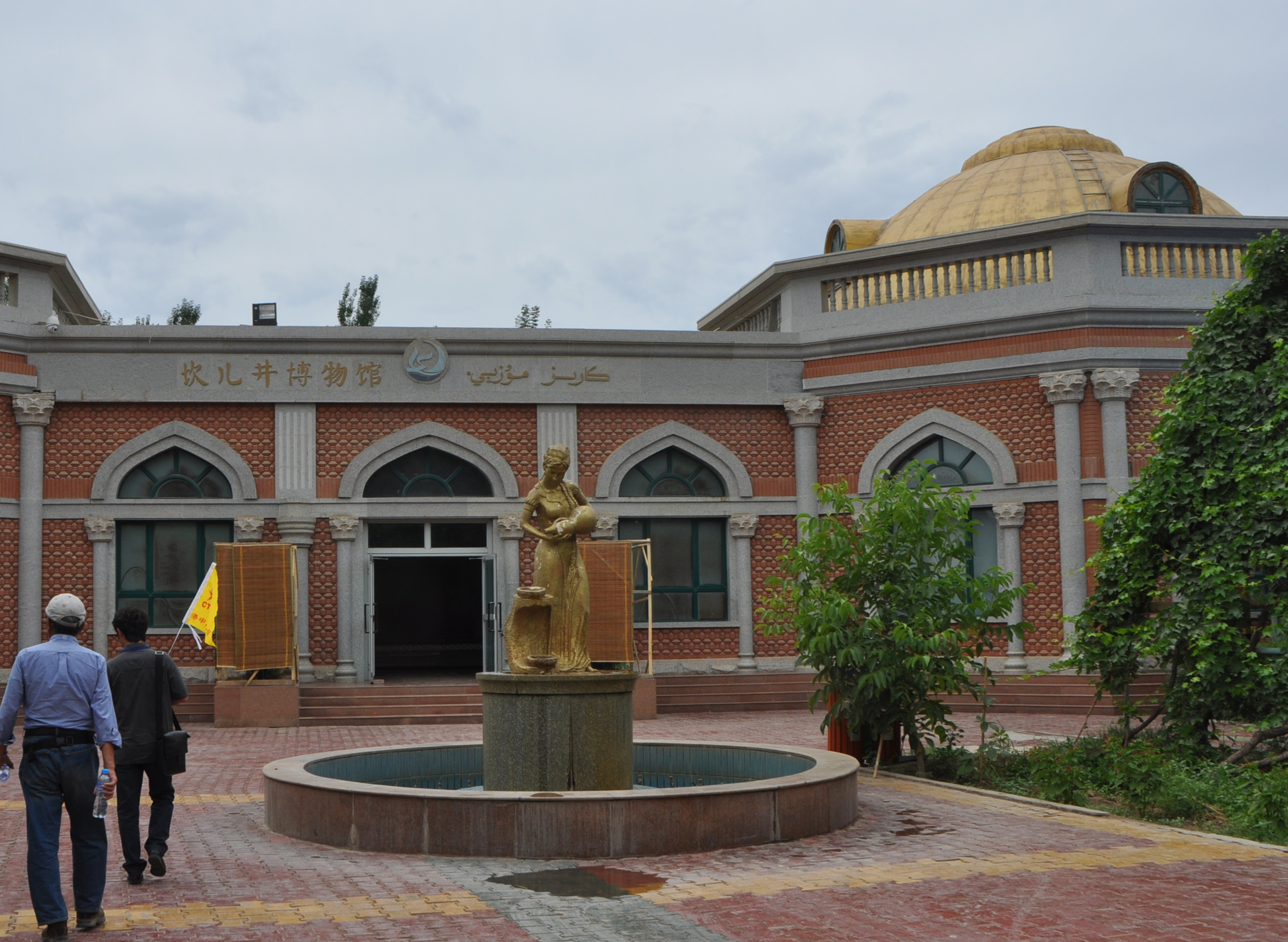
トルファン・カレーズ楽園内の博物館入口

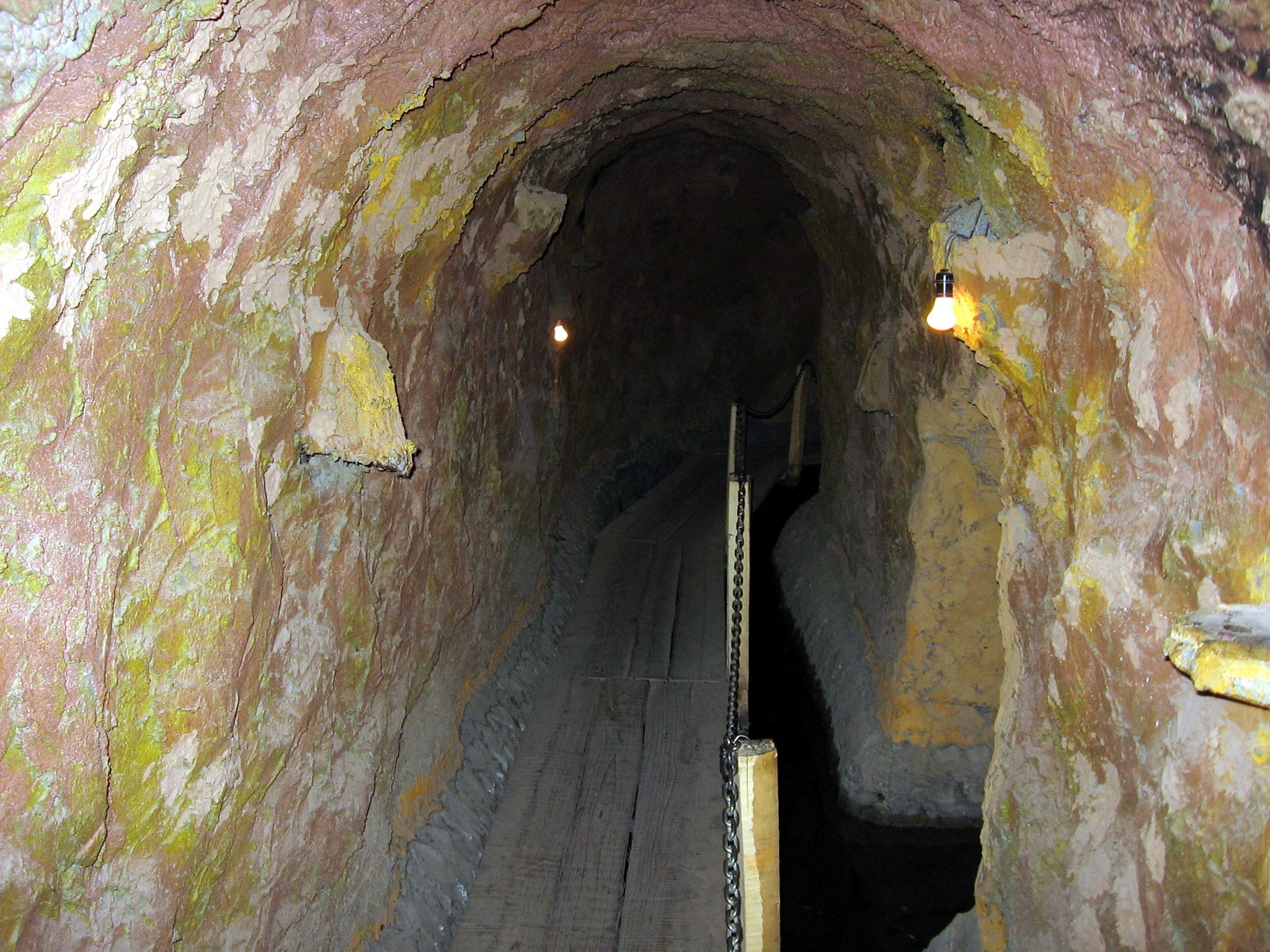
トルファン・カレーズ楽園の地下通路

トルファン・カレーズ楽園（トルファン・カレーズらくえん、中国語: 吐魯番坎儿井乐园、英語: Turpan Karez Paradise）は中国新疆ウイグル自治区のトルファン市高昌区にあるカレーズの博物館で、乾燥地帯の地下水利施設であるカレーズをパノラマ展示で理解し、カレーズも実際に見ることができる。 
カレーズ楽園はトルファン市街地から5キロメートル、G213国道からも1キロメートルの亜爾郷二村にあり、交通が比較的便利な所で、トルファンの観光地になっている。このカレーズは800年前に作られた「ミイム・ハジのカレーズ」（Miyim Haji's Karez、中国語: 米依木·阿吉坎儿井）で、天山山脈から雪解け水を導く地下水路の下流部分が楽園の地下にある。